# مشکل پردردسر
مشکل پُردردسر (ایتالیایی: La patata bollente) یک فیلم کمدی ایتالیایی به کارگردانی استنو است که در سال ۱۹۷۹ منتشر شد.
در این فیلم مسائل گوناگونی همچون همجنس‌گراهراسی در احزاب چپ‌گرای سیاسی، خشونت‌های «سال‌های سُرب» در ایتالیا، فرهنگ طبقهٔ کارگر و پایداری‌پذیری کمونیسم اروپایی مطرح می‌شود.

## بازیگران
- رناتو پوتستو
- ماسیمو رانیری
- ادویژ فنش
- کلارا کولوسیمو
- لوکا اسپورتلی
- آدریانا روسو
- اومبرتو راهو
- انیو آنتونلی
- پیا ولسی
- ماریا تدسکی